# Жужани

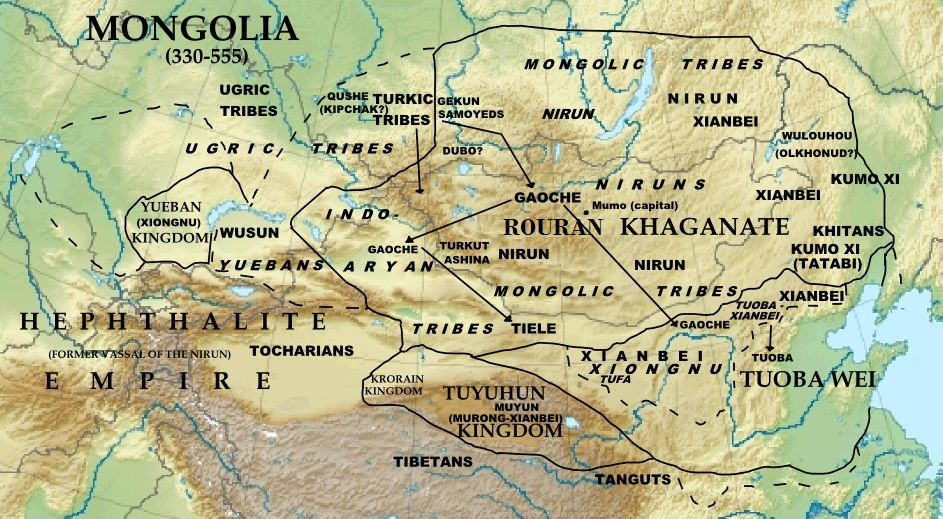
Жужанський каганат

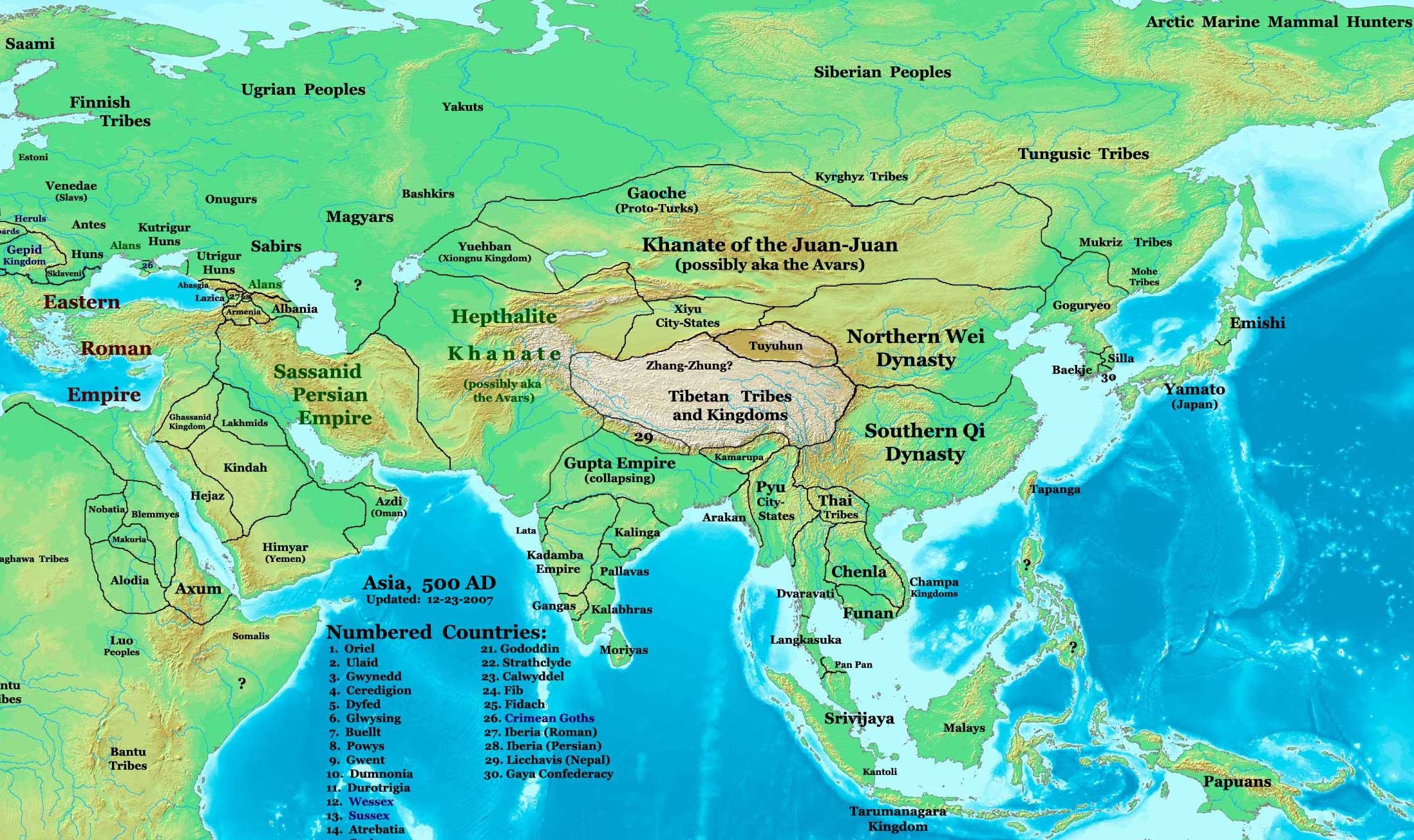
Азія в 500 році

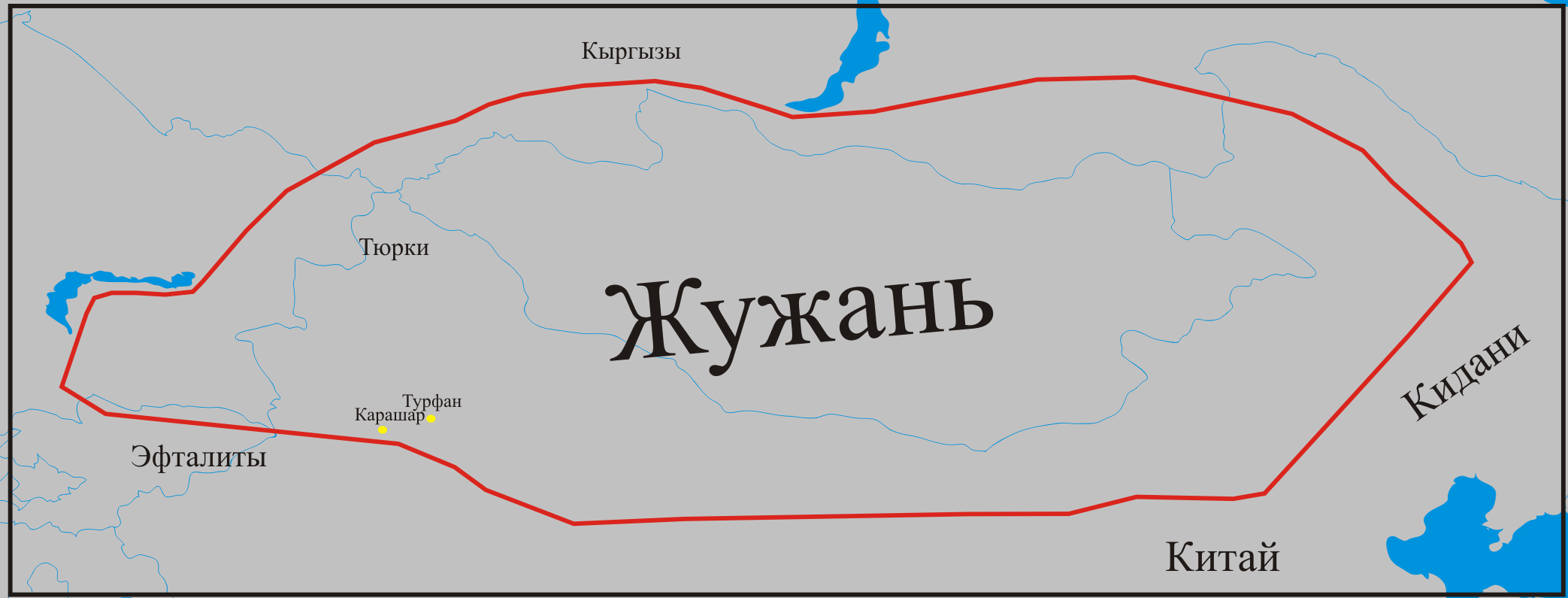
Карта Жужанської держави

Жужани, жуаньжуани, жуань-жуани, жоужани, ніруни (монг. нирун, кит. спр. 柔然, піньїнь: róurán, акад. жоужань) — плем'я невідомого походження, що заснувало Жужанський каганат (330—555). Щодо походження жужанів існують розбіжності. Згідно з одними джерелами, вони пов'язані з хунну — давнім східно-тюркським народом. За іншими, жужани — давньомонгольський народ, пов'язаний з дунху, або народ, чиє походження невідомо.

## Етнонім
Жуаньжуань — прізвисько, яке привласнив собі Челухуей, ставши вождем кочів'я.
Спочатку звучало як жоужань, але потім було змінено північно-вейським імператором Ши-цзу (423—452) на жуаньжуань
.
Жужани згадуються у китайських джерелах під різними назвами.
У «Вей-шу» вони виступають під ім'ям жуаньжуань, у «Сун-шу» та «Лян-шу» — жуйжуй, у «Суй-шу» — жужу
.
Етнонім жужань вчені реконструюють як нірун (від древнього читання ієрогліфів жоу-жань — ніу-ніан).
Монгольський термін «нірун» перекладається як «хребет»
,
«криж»
.
Також жужани були відомі як датань і тантань

на ім'я кагана Юйцзюлюй Датаня.
До імені Датан дослідники зводять назву племені татар
.

## Походження
Жужани були одним з монголомовних племен групи дунху.
У складі дунху дослідниками були виділені такі основні племена: ухуань, сяньбі, цифу, туфа, шивей, кумосі, кидань, туюйхунь і жуаньжуань
Олександр Вовін припускав, що жужанська мова могла бути джерелом запозичень у давньотюркській мові з невідомої мови, що має особливості, абсолютно нехарактерні для будь-яких алтайських мов (наприклад, показник жіночого роду -tu-).

Пізніше він приєднався до думки, що мова жужанів була монгольською;

проте, П. К. Кросслі стверджує, що родинні зв'язки жужанської мови залишаються загадкою, і не виключено, що він міг бути ізолятом
.

## Історія
Плем'я жужанів сформувалося наприкінці III століття.
Їх родоначальником вважався Юйцзюлюй Мугулюй, який служив кінним воїном у військах династії Північна Вей. За невиконання наказу (запізнення) його засудили до смерті.
Мугулюй біг і сховався в улоговинах серед великої пустелі, де зібрав ще 100 втікачів.
Пізніше він пристав до кочів'я Шуньтулінь

(за В. С. Таскіним, кочів'я Шуньтулінь вказано помилково замість кочів'я Хетулінь)

і став його вождем

Після смерті Мугулюя вождем цього кочів'я став його син Цзюйлухуей
 .
Автор «Вей-шу» відносить Цзюйлухуея, першого з жуаньжуаней, що очолив кочів'я і присвоїв прізвисько жоужань, до етнічної групи Дунху
.
Згідно з В. С. Таскіном, справжнім творцем держави жуаньжуанів, що включало численні племена і народи, був Юйцзюлюй Шелунь (402—410)
.
У 402 році Шелун присвоїв собі титул каган, що мовою династії Вей (тобто сяньбійською мовою) означає імператор.
Так у Великому степу з'явився новий титул, який змінив титул шаньюй
.
Шелунь вперше встановив військові закони, за якими 1000 осіб становили загін (цзюнь) на чолі з начальником, а 100 осіб — прапор (чуан) на чолі з вождем.
Шелунь, який організував війська за десятковою системою, одночасно ввів феодальну власність на пасовищні території
.
Шелун глибоко вторгся у володіння гаоцзюйців і підпорядкував собі різні кочів'я.
Він же у битві на берегах Орхону розбив багате і сильне володіння, створене залишками сюнну, і приєднав до себе його землі.
Через діяльність Шелуня кордон держави жуаньжуаней на заході сягнув земель володіння Яньци (Карашар), cході — до володіння Чаосянь, північ від їх володіння охоплювали піщану пустелю і доходили до Ханьхая (верхів'я Амура), на півдні — до Великої пустелі Гобі.
Під владою жуаньжуанів опинилася не лише територія сучасної Монголії, а й Південна Маньчжурія та різні державні утворення у Таримській западині
.

## Нащадки
З жужанами пов'язане походження древнього монгольського роду чонос.
Вважається, що цей рід веде своє походження від кагана жужан Чоуну

.
Представники роду чонос

(чино
,
бурте-чино
)
є нащадками жужан, що переселилися на територію Ергуне-куна, прабатьківщину монголів

.
Рід чино (нохос) був основним у складі дарлекінів.
Крону родоводу дерева, що утворився від роду чино, становлять нірунські роди та племена
.
Дарлекіни і ніруни були два відгалуження корінних монголів, відомих у літературі як хамаг-монголи
.
Частина жуаньжуанів переселилася на захід, до Європи, де під ім'ям аварів зайняла землі в Паннонії

.
Згідно В. С. Таскіна, авари були серед народів, на основі яких згодом формувалися угорці, і вони принесли з собою культуру центральноазійських кочівників і алтайські елементи в мові
 .
Авари залишили значний слід на археологічній карті Східної Європи
.
До нащадків аварів, на думку більшості угорських учених, належать сучасні секеї, одна з субетнічних груп угорців

.
Згідно Н. Ерделі, секеї — нащадки авар, що вторглися в долину Дунаю в VI ст.

На думку В. Попова, уламком древніх жужанів є сучасні жунжени, які мешкають у складі селенгінських бурят на території Бурятії. Жунжени — один із родів у складі другого атаганова роду.
Нині вони проживають у Тапхарі, Ацаї, біля Хрести (по тракту від Загустаz до Селенгінська), в Баїн-Зурхе, Ахурі і Тамче

.